# Wasserberg (Aletshausen)
Wasserberg ist ein Dorf in der Gemeinde Aletshausen im schwäbischen Landkreis Günzburg.

## Lage
Die Streusiedlung liegt ungefähr eineinhalb Kilometer südöstlich von Aletshausen im Tal des Adelgerngrabens.

## Geschichte
Wasserberg wurde im Jahr 1316 erstmals als Besitz des Hochstiftes Augsburg erwähnt. Später gehörte der Ort wie Aletshausen zur Herrschaft Niederraunau, die lange vom Adelsgeschlecht der Freybergs gelenkt wurde. Im Zuge der Säkularisation zu Beginn des 19. Jahrhunderts kam es wie die gesamte Herrschaft Niederraunau zu Bayern. Seitdem gehört es zur Gemeinde Aletshausen. Heute hat das Dorf etwa 75 Einwohner.

## Sehenswürdigkeiten
Die Kapelle, die vor dem Jahr 1834 erbaut wurde, liegt an der höchsten Stelle des Ortes, bei dem Haus Nr. 1 am Ortsrand. Das aus dem 16. Jahrhundert stammende Kruzifix in der Kapelle und die anderen barocken Ausstattungselemente deuten auf einen Vorgängerbau hin, von dem jedoch nichts bekannt ist.